# Lupa (Bezirk)
Lupa ist ein Verwaltungsbezirk (Ward) des Distrikts Chunya in der tansanischen Region Mbeya.

## Geografie
Lupa liegt im Westen von Tansania rund 60 Kilometer nordöstlich vom Rukwasee. Die Entwässerung erfolgt durch den Fluss Lupa, der im Süden in den Songwe mündet. Der Bezirk hat eine Fläche von 185,2 Quadratkilometern und bei der Volkszählung 2022 lebten hier 15.428 Menschen in 3610 Haushalten.

## Gliederung
Der Bezirk besteht aus drei Gemeinden (Mtaa) mit 16 Orten (Kitongoji):
| Lyeselo - Lyeselo - Ngonilima - Mapambano - Legeza Mwendo - Songambele | Ifuma - Ifuma - Kazaroho - Kagera - Chemichemi | Lupatingatinga - Lupatingatinga - Majengo Mapya - Forest - Mission - Kivukoni - Mtukula - Vitumbi |

## Wirtschaft und Infrastruktur
- Bildung: Im Bezirk befindet sich eine 1996 eröffnete staatliche Schule, die Jugendliche bis zur 6. Stufe ausbildet.[7]
- Gesundheit: In Lupa liegt das Gesundheitszentrum Lupatingatinga, das Patienten ambulant und stationär behandelt.[8] Ferner gibt es Apotheken in Lupa und in Lyeselo.[9][10]
- Bergbau: Bereits im 20. Jahrhundert bauten Deutsche und später Engländer Gold in Lupa ab, gemeinsam wurden 23 Tonnen Gold gewonnen. Im Jahr 2001 wurde die Shanta Mining Company Limited (SMCL) gegründet, die seit 2012 die neue Goldmine New Luika ausbeutet.[11][12]
- Straße: Den Bezirk durchquert die Nationalstraße T8, die Mbeya im Süden mit Singida im Norden verbindet.[13]